# Stanisław Ignacy Norblin

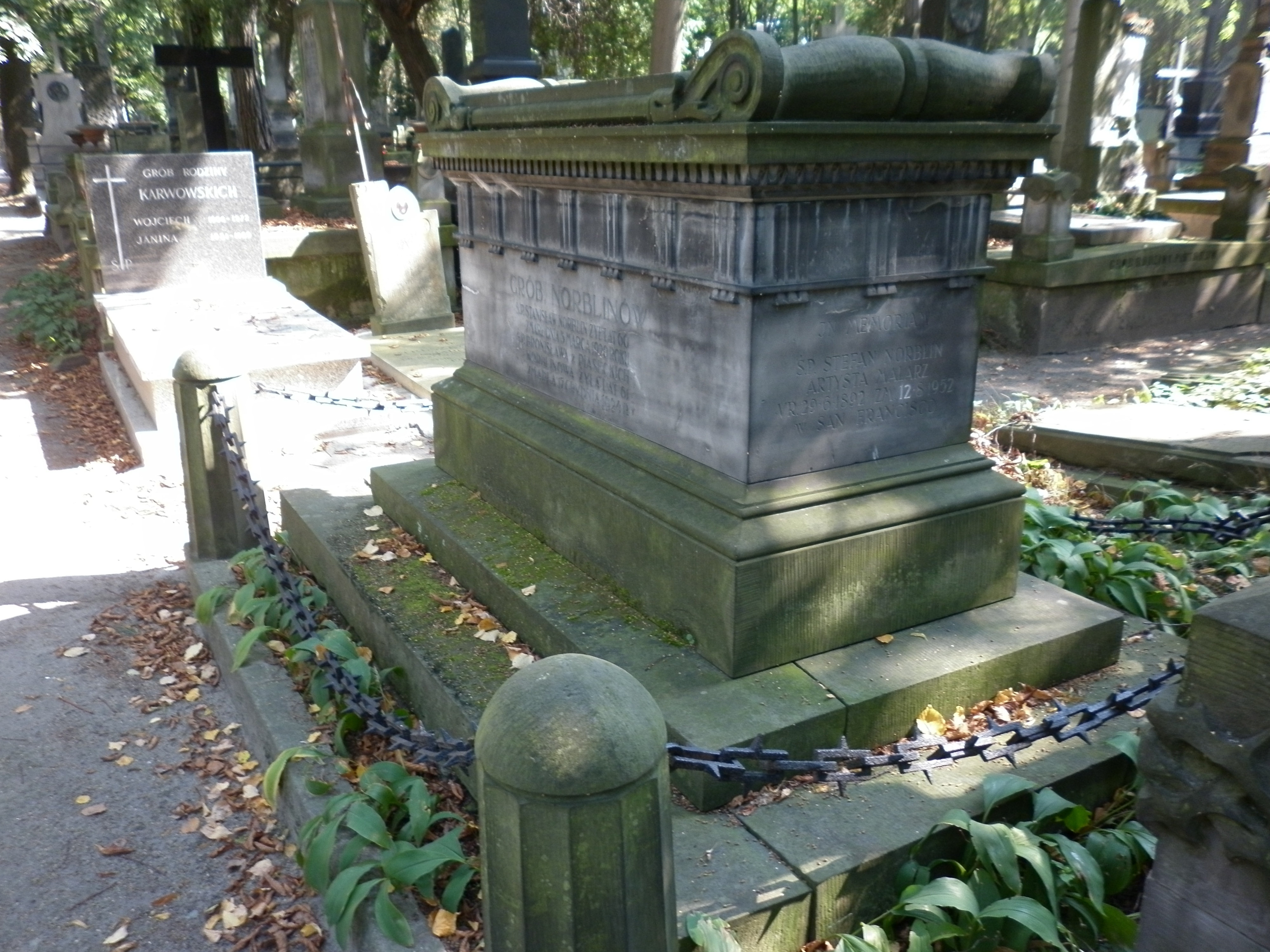
Grób rodzinny Stanisława Ignacego Norblina na cmentarzu powązkowskim

Stanisław Ignacy Norblin (ur. 26 lipca 1859 w Warszawie zm. 3 marca 1920 tamże) – przemysłowiec, bankowiec i działacz społeczny

## Życiorys
Ukończył Gimnazjum Realne w Warszawie (1878). Następnie pracował w fabryce platerów i wyrobów brązowniczych w Warszawie, założonej przez swego stryja Wincentego Norblina. Przeszedł w niej wszystkie stanowiska, od robotnika do naczelnego dyrektora. W latach 1893–1902 kierował przekształconą w tym czasie firmą pod nazwą «Towarzystwo Akcyjne Fabryk Metalowych „Norblin, Bracia Buch i T. Werner” w Warszawie». W tym czasie zreorganizował w oparciu o wzorce zachodnie to przedsiębiorstwo. Wydanie zwiększył mechanizację procesu produkcyjnego oraz całkowicie zmienił zbyt jej wyrobów, opierając go o nowoczesną reklamę i kredyt, oraz tworząc własną sieć aż 15 sklepów firmowych, zlokalizowanych głównie na terenie Rosji, m.in. w Petersburgu, Moskwie, Odessie, Charkowie, Kijowie, Rydze, Tyflisie, Saratowie, Jelizawetgradzie, Wilnie, Mińsku. Poszerzył też znacznie ofertę przedsiębiorstwa – oprócz tradycyjnych norblinowskich wyrobów stołowych, uruchomił od 1894, w oparciu o specjalnie wybudowaną walcownię metali kolorowych, produkcję blachy mosiężnej i srebrnej, rur miedzianych i mosiężnych ciągnionych bez szwu i drutu mosiężnego, miedzianego i srebrnego. Dzięki temu, zatrudniając ponad 600 robotników i mając kapitał zakładowy w wysokości 1,5 miliona rubli, zajął ważną pozycję na rynku ogólnorosyjskim.
Zrezygnował w 1902 z kierowania zakładami, gdy ich rada nadzorczą nie zgodziła się na dalsze inwestycje. Następnie pracował w Petersburgu a potem w Warszawie w dużym banku «H. Wawelberg» (w 1913 przekształconym w «Bank Zachodni SA»), zajmując w nim kierownicze stanowiska. Czynny w działalności społecznej; w latach 1882–1883 prowadził zajęcia na Uniwersytecie Latającym w Warszawie.
W niepodległej Polsce był w latach 1919–1920 ekspertem ekonomicznym przy Prezydium Rady Ministrów. Pochowany został na Starych Powązkach. 

## Rodzina
Urodził się w znanej warszawskiej rodzinie: był prawnukiem znanego malarza Jana Piotra Norblina (1745–1830), synem ziemianina Adama (1814–1873) i Marii z Babskich (1817–1870). Od 1890 był mężem Bronisławy z Piaseckich, mieli troje dzieci: Zofię (1891–1956) żonę Leona Chrzanowskiego (1888–1954), Stefana (1892–1952) i Marię (1893–1973), żonę ziemianina Stefana Frankowskiego (1895–1942). 

## Literatura
- Zbigniew Pustuła, Norblin Stanisław Ignacy (1859–1920), Polski Słownik Biograficzny, t. 23, s. 183